# Theretra insularis
Theretra insularis is een vlinder uit de familie van de pijlstaarten (Sphingidae). De wetenschappelijke naam van de soort werd in 1892 gepubliceerd door Charles Swinhoe.